# 박정수 (1987년)
박정수(1987년 1월 13일 ~ )은 대한민국의 축구 선수이다.

## 수상

### 클럽
경주 한국수력원자력
- 내셔널축구선수권대회 : 준우승 (2009)
- K3리그 : 4위 (2021)

 창저우 슝스
- 중국 갑급리그 : 3위 (2012)

 차이낫 혼빌
- 태국 FA컵 : 4강 (2015)

포천시민축구단
- K3리그 어드밴스 : 우승 (2016,2017)

광주 FC
- K리그2 : 우승 (2019)